# Porumbeni (gmina)
Porumbeni – gmina w Rumunii, w okręgu Harghita. Obejmuje miejscowości Porumbenii Mari i Porumbenii Mici. W 2011 roku liczyła 1805 mieszkańców.